# サリー・ニョロ
サリー・ニョロ（サリィ・ニョロ、Sally Nyolo）は、アフリカ中部・カメルーン出身の歌手、音楽プロデューサー。パリ在住。自らのルーツであるカメルーンの伝統音楽を融合した新しいアフロ・ポップを生み出す。一時期、ベルギーの人気アカペラグループザップ・ママに在籍したこともあるが、現在はソロとして活躍している。
5枚のソロアルバム　Tribe、Multiculti、  Beti、Zaïone、Mémoire Du Monde　をリリース。カメルーンの首都ヤウンデにスタジオを開設し、アフリカの若いアーティストの育成にも力を注ぐなど、ヨーロッパにおけるワールドミュージックの中心人物の一人として、精力的に活動している。

## 略歴
- サリー・ニョロは、南カメルーンのエトンに生まれる。13歳のときパリに移住、10代の頃からすでにいくつかのグループで歌う。

- 1982年から1994年にかけては、ジャック・イジュラン、 ケニー・チェスニー、プリンセス・エリカらと共に活動する。 1991年からソロ活動も開始。翌1992年には、映画音楽にも進出。1993年、自身のグループを結成し、パリを中心に活動を始める。

- 1994年、ベルギーの人気アカペラグループ ザップ・ママのリーダーであったマリー・ドルヌに招かれ、そのメンバーとなる。

- 1996年、サリーの母国語であるエトン語で書かれたソロアルバム　Trib　をリリース。1997年7月、フランス・インターナショナルラジオより、ディスカバリー賞を受賞する。審査員長であったマヌ・カチェは、最も期待する新世代のアフリカのミュージシャンとして、サリー・ニョロおよびアルバム　Trib　を絶賛した。なお、このアルバムは、全世界で30万枚（米国だけで10万枚）を売り上げた。

- 1998年、彼女自身の豊かなアフリカの伝統音楽の知識に裏付けされたセカンドアルバム　Multiculti　をリリース。パリを皮切りにツアーを開始。米国、カナダ、スペインなどを回る。

- 2000年、サードアルバム　Beti　をリリース。このアルバムは、伝統的なカメルーンのダンス音楽であるビクツィが基調となっている。翌2001年には、フランス、スペイン、イタリア、ポルトガル、スイスでヨーロッパツアーを行う。

- 2002年、4枚目のアルバムとなる　Zaïone　をリリース。このアルバムでは、ビクツィを基にしながらも新しいアフロ・ポップを生み出すためのさまざま試みがなされている。2003年3月には来日し、東京のクラブクアトロにて演奏した。また、同月、ドイツとスイスでツアーを開始。イタリア、ベルギー、イギリス（ロンドン）などでも演奏する。

- 2004年、ブラジルのサンビスタであるマルチーニョ・ダ・ヴィラの求めで、彼のアルバム　Conexoes　にデュエットの相手として参加。

- 2005年3月、デヴィッド・マレイ主催のフェスティバル　Pushkin　に出演。同年6月に、カメルーンの首都ヤウンデにスタジオをオープンし、以来、カメルーンの若いアーティストの育成にも力を注ぐ。

- 2006年、アルバム　Studio Cameroon　をリリース。

- 2007年、アルバム　Mémoire Du Monde　をリリース。

## ディスコグラフィ
- Trib　(1996)
- Multiculti　(1998)
- Beti 　 (2000)
- Zaïone　 (2002)
- Studio Cameroon　 (2006)
- Mémoire Du Monde 　(2007)